# Жамцарано, Цыбен Жамцаранович
Цыбе́н Жамцара́нович Жамцарано́ (бур. Жамсаранай Сэбээн; 1881—1942) — бурятский, монгольский и советский учёный, общественно-политический деятель, один из создателей национальной государственности монгол и бурят. Доктор филологических наук.

## Биография
Родился в 1881 году в местности Судунтуй на территории нынешнего Агинского округа в семье зайсана (старосты) Хойто-Агинского родового управления.
Начальное образование он получил, окончив Читинское городское трехклассное училище. Затем обучался в Санкт-Петербурге в гимназии, основанной Петром Бадмаевым. Однако из-за конфликта, вызванного попыткой принудить его к принятию православия, был вынужден оставить гимназию.
1898—1901 — студент Иркутской учительской семинарии. Здесь, в Иркутске, Жамцарано предпринимает первые попытки сбора фольклорного материала бурят. Впоследствии он писал: «Моя детская любовь ко всему народному, к старине, эпосу и шаманству продолжала меня увлекать сильнее и сильнее. Наконец я не выдержал, и с первого же класса Иркутской учительской семинарии, то есть с 1898 года, начал свои пробные поездки по алларским и кудинским бурятам, начал записывать и собирать все, что относилось к эпосу и шаманству».
1901—1902 — учитель Агинского приходского училища.
С 1903 — вольнослушатель Санкт-Петербургского университета.
Объездил районы компактного расселения бурят в целях собирания фольклора.
С 1905 начинает общественно-политическую деятельность.
1907—1908 — лектор монгольского языка в Санкт-Петербургском университете.
В 1913 году инициирует издание первого периодического издания в Монголии — «Новое зерцало». До 1917 года много путешествует по Монголии, работает при дворе правителя Богдо-гэгэнa VIII.
1917—1918 — член Бурнацкома, председатель Бурнацкома, комиссар по нацделам Забайкальской области, преподаватель Иркутского университета.
C 7 сентября 1918 года был членом Сибирской Областной Думы от Забайкальского бурятского национального комитета.
В 1921 — замминистра внутренних дел Монголии, до 1932 работает на различных госдолжностях МНР.
В 1932 выслан из МНР в период «обострения классовой борьбы».
С 1932 по 1937 работает в Институте востоковедения АН СССР в г. Ленинграде. На основе оригинальных источников написал ряд исследовательских трудов. Президиум Академии наук СССР присвоил Ц. Жамцарано ученую степень доктора филологических наук. 
В 1937 году арестован. В 1940 году приговорен к 5 годам лишения свободы. Умер 14 мая 1942 года в Соль-Илецкой тюрьме (Чкаловская область). Реабилитирован посмертно.

## Семья
- Жена (c 1913) — Варвара Владимировна (Долгор Вандановна) Вампилова (1888?—29 ноября (12 декабря) 1914), одна из первых бурятских женщин, получивших светское образование, основательница первого фельдшерского пункта в Аге, погибла 26 лет от роду при борьбе с эпидемией сыпного тифа в Урге[3].

## Память
- На стене здания Института образовательной политики в Улан-Удэ открыта памятная доска в честь Жамцарано.
- На его родине в селе Судунтуй Агинского округа Забайкальского края его именем названа местная школа[4].

## Документы и цитаты о Жамцарано
Спецсообщение Н. И. Ежова И. В. Сталину об аресте профессора-монголоведа Ц. Ж. Жамсарано
28.03.1937
Шифровка № 56472. Совершенно секретно
СЕКРЕТАРЮ ЦК ВКП(б) тов. СТАЛИНУ
Управление НКВД по Ленинградской области запросило санкцию на арест профессора монголоведа ЖАМСАРАНО Цывен Жамсарановича, работающего в настоящее время в Институте востоковедения Академии наук в Ленинграде, и его ближайшего ученика, аспиранта Академии наук МЕРГЕНА Гомбожан — сына крупного монгольского князя.
На ЖАМСАРАНО имеются следующие материалы: проживая с 1932 года в Ленинграде, ЖАМСАРАНО систематически группирует вокруг себя учащихся монгол, обрабатывает их в японофильском и антисоветском духе.
По материалам следствия арестованной в Ленинграде группы бурят-монгольских студентов — ЖАМСАРАНО изобличается как руководитель бурят-монгольского контрреволюционного центра, существующего в Ленинграде, ставящего целью — свержение Советской власти в Бурят-Монголии, ликвидация советского влияния в Монгольской Народной Республике под японофильским лозунгом объединения всех монгольских народностей в одно самостоятельное государство.
ЖАМСАРАНО проводит вербовки среди учащихся монгол в Ленинграде и направляет своих агентов в Бурятию и Монголию с заданиями организации контрреволюционных повстанческих ячеек среди ламства и феодально-кулацких элементов.
Активным помощником в проводимой ЖАМСАРАНОМ работе является аспирант Академии наук — МЕРГЕН Гомбожан.
Материалами следствия по делу ликвидированного в Иркутске контрреволюционного повстанческого панмонгольского центра подтверждается роль ЖАМСАРАНО как идеолога и непосредственного руководителя этой организации в Бурят-Монголии.
Прошу разрешить арест граждан Монгольской Народной Республики проф. ЖАМСАРАНО и МЕРГЕНА Гомбожана.
Народный комиссар внутренних дел СССР
Генеральный комиссар гос. безопасности ЕЖОВ
АП РФ. Ф. 3. Оп. 58. Д. 204. Л. 91—92. Подлинник. Машинопись.

На первом листе имеется резолюция: «За арест. Ст.» — ЛУБЯНКА: Сталин и Главное управление госбезопасности НКВД. Архив Сталина. Документы высших органов партийной и государственной власти. 1937-1938. —М.: МФД, 2004

## Основные работы
- Айдурай Мэргэн/ Подготовил текст, перевод, — Улан-Удэ: Бурят, кн. изд-во, 1979. — 128 с.
- Аламжи Мэргэн молодой и его сестрица Агуй Гохон: Бурятский героический эпос / Сказитель Е. Шаблыков. — Новосибирск. 1991. — 310 с — Памятники фольклора народов Сибири и Дальнего Востока.
- Буряты и освободительное движение // Сибирские вопросы. — 1907. — № 7. — С.3-10.
- Материалы к изучению устной литературы монгольских племен (Образцы народной литературы бурят — Эхирид и Булгад) // Восточное отделение Император. Рус. Археолог, о-ва. — СПб., 1907. — Т.17. — С. 109—128.
- Монгольские летописи XVII века. — M.;Л, 1936. — 121 с.
- Народническое движение бурят и его критик // Сибирские вопросы. — СПБ, 1907. — № 21. — С. 19-21; № 22. — С.20; № 24.
- О бурятской интеллигенции // Байкал. — 1990. — № 1. — С. 80-82.
- О правосознании бурят // Сибирские вопросы. — 1905. — № 2. — С. 167—184.
- О том как развивалось самосознание и правосознание сибирских инородцев — бурят // Право. — 1905. — № 48-49.
- Образцы народной словесности монгольских племен. Тексты. T.I. Произведения народной словесности. Вып.1. Эпические произведения Эхрит-булгатов. Аламжи-Мэргэн (Былина). — СПб., 1913. — 158 с.
- Образцы народной словесности монгольских племен. Тексты. Т.I. Произведения народной словесности. Вып. II. Эпические произведения Эхрит-булгатов. Айдурай Мэргэн и Иренсей (Былины). — Пг., 1914. — С. 159—502.
- Образцы народной словесности монгольских племен. Тексты. Т.I. Произведения народной словесности. Вып. II. Эпические произведения Эхрит-булгатов. Ха-Ошир Хубун, в двух редакциях (Былина). — Пг., 1918. — С. III—XXXIV; 503—648.
- Образцы народной словесности монгольских племен. Тексты. Т.II. Произведения народной словесности бурят. Вып.1. Эпические произведения эхрит-булгатов. Гэсэр-Богдо: Эпопея. — Л., 1930. — 166 с.
- Образцы народной словесности монгольских племен. Тексты. Т.II. Произведения народной словесности. Вып.2. Эпические произведения эхрит-булгатов. Ошир-богдо хубун и Хурин-Алтай хубун. — Л., 1931. — 164 с.
- Пайзы у монголов в настоящее время // Зап. Вост. отд-ние Императорского Русского Археологологического общества. Т.22. — СПб., 1914. — С. 155—159.
- Улигер «Хэедээр Мэргэн» / Перевод М. Н. Намжиловой // Улигеры хори-бурят. — Улан-Удэ: Бурят, кн. изд-во, 1988. — С. 22-80.
- Улигеры ононских хамниган. Новосибирск, 1982. — 274 с.
- Этнографические заметки о чахарах //Бурятский комплекс. НИИ СО АН СССР. — Вып.3. — Улан-Удэ, 1960. — Вып.3. — С. 226—295.